# Lago Eske
El lago Eske o Eask (del ga: Loch Iascaigh o Loch Iasc ‘lago de los peces’) es un pequeño lago en el condado de Donegal en el oeste de Úlster en Irlanda. El lago se encuentra al noreste de la ciudad de Donegal, a la que está conectado por el río Eske. El lago tiene aproximadamente 900 acres (3,6 km²) de tamaño y está rodeado al norte, este y oeste por las montañas Blue Stack, que ocupan gran parte del sur del condado.

## Población local
Según los resultados del censo de 2006, hay 119 personas viviendo en el 'Área rural de Lough Eask', 16 (11,9%) menos que en 2002.

## Historia
El poderoso clan Ó Domhnaill (dinastía O'Donnell) tenía un castillo y un granero circundante en la isla O'Donnell, una isla cerca de la orilla sur del lago. Parte de este granero sigue en pie en la isla O'Donnell. Este castillo fue utilizado a menudo como prisión por los jefes de Ó Domhnaill.
Tras el incendio del convento franciscano en la ciudad de Donegal en septiembre de 1601, los frailes se vieron obligados a huir al campo circundante. Establecieron un nuevo convento en la costa occidental del lago Eske, dando el nombre de 'el convento' a la ciudad local en el distrito de Killymard, y 'camino del convento' a lo largo de la orilla del lago. Los frailes permanecieron en las cercanías del lago durante la mayor parte del siglo siguiente, pero una Proclamación Real en agosto de 1687, que ordenaba a todo el clero católico que abandonara Irlanda en nueve meses, asestó el golpe final a la Orden Franciscana en el área de Donegal. Desde que fueron llevados a la ciudad de Donegal en el siglo XVI, los frailes tuvieron que abandonar su convento en varias ocasiones, el que fue atacado y dañado con frecuencia, lo que no sorprende dada la inestabilidad política entre los lores irlandeses ingleses y gaélicos en ese momento. Aproximadamente en el momento de la Proclamación Real, se cree que los frailes se establecieron alrededor del lago una vez más, cerca de Barnesmore en la costa este, cerca de la isla Roshin en la esquina sureste del lago, que se cree que fue utilizado como cementerio por los frailes. Hay evidencia de tumbas en la isla hasta el día de hoy.

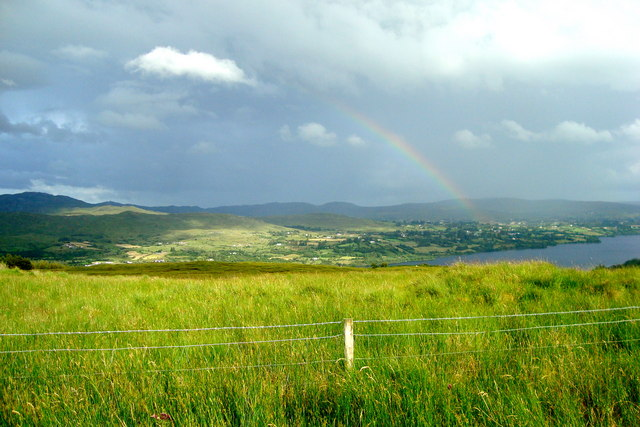
Colinas rodeando el lago Eske

Después de la Fuga de los Condes en 1607, la colonización del Úlster concedió esta área de Donegal a Sir Basil Brooke, quien reconstruyó y amplió el Castillo de Donegal. Aproximadamente en este momento, los colonos escoceses también construyeron una mansión en las orillas del lago Eske, más tarde se observó que una piedra angular en la mansión estaba inscrita con la fecha de 1621. En la primera mitad del siglo XIX, las propiedades de la familia Brooke pasaron a manos de Thomas Young (quien cambió su nombre a Thomas Brooke) a través del matrimonio con la heredera de la propiedad, Jane Grove. Thomas construyó por primera vez una nueva Iglesia de Irlanda llamada Christ Church en la orilla sur del lago en 1846, antes de contratar al arquitecto Fitzgibbon Louch para rediseñar por completo la casa solariega existente; el resultado fue una gran residencia de estilo isabelino terminada en 1868 que se conoció como castillo del lago Eske.
El general de división Henry George White (1835-1906) compró el castillo del lago Eske en 1894 a Arthur Brooke. Después de la muerte del general de división en 1906, el castillo de lago Eske se convirtió en el nuevo hogar del hijo del general, (entonces capitán) Henry Herbert Ronald White (1879-1939), y su nueva esposa, Florence Arnott White (1879-1958). Era hija de Sir John Arnott, quien fundó los grandes almacenes Arnott's en Dublín en 1843; Sir John también era propietario del periódico The Irish Times, se desempeñó como alcalde de Cork (1859-1861) y fue miembro del parlamento (1859-1863), entre otras empresas en la industria ferroviaria y marítima irlandesa.

## El 'Monstruo del lago Eske'
En julio de 1998, el Irish Daily Star publicó una historia titulada 'Cuidado, es Eskie', que afirmaba el avistamiento de un 'monstruo' en el lago. El personal y los residentes del Harvey's Point Hotel dijeron al reportero que a las 14:30 horas del domingo 28 de junio de 1998 vieron un objeto no identificado que se movía a unos 300 m de la costa. Otros lugareños entrevistados, como Annabel y Kieran Clarke, repitieron parte del folclore local cuando le dijeron al periódico que "se dice que algunos lagos en el condado de Donegal están conectados por corriente a Escocia", tratando de establecer un vínculo con el mucho más famoso monstruo del lago Ness. Algunas personas sugirieron que el monstruo del lago Eske era un truco publicitario del presidente del comité local del Festival de Verano de Donegal, Zack Gallagher. Él, sin embargo, siempre ha negado esto y ha dejado constancia de que cree en la existencia de tal bestia. La idea de un monstruo lacustre en Eske no se planteó después de esto y algunos comentaristas sugirieron que pudo haber sido una foca perdida que nadó la corta distancia río arriba desde la bahía de Donegal.

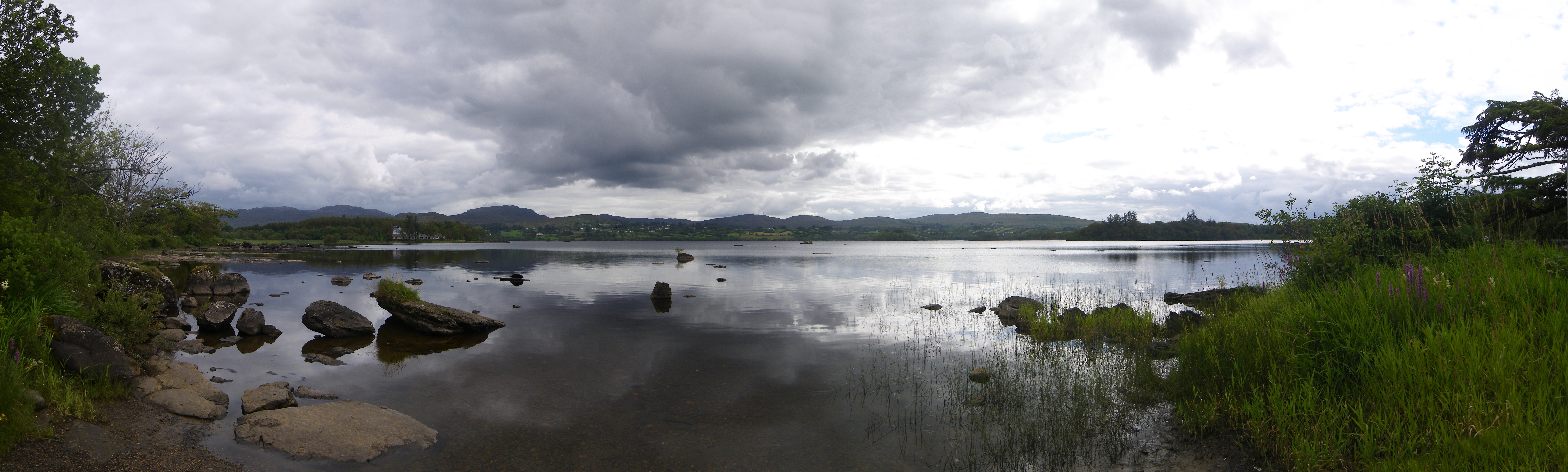
Lough Eske desde Harvey's Point